# Cultura Starčevo-Criș

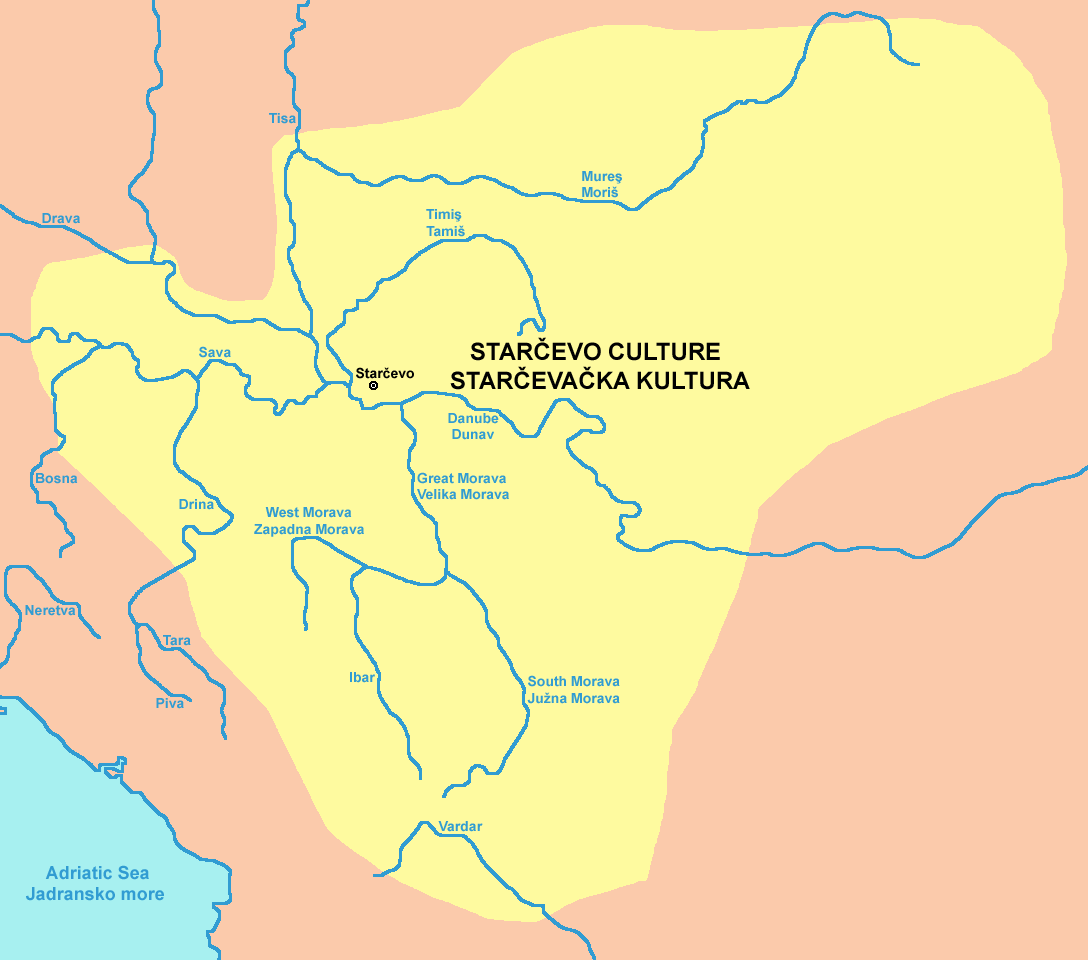

Cultura Starčevo-Criș este o cultură neolitică, răspandită pe teritoriul României. Este prima cultură arheologică corespunzătoare procesului de neolitizare a spațiului de la nord de Dunăre. Contemporane ei sunt cultura Körös în Ungaria și cultura Starčevo în fosta Iugoslavie.

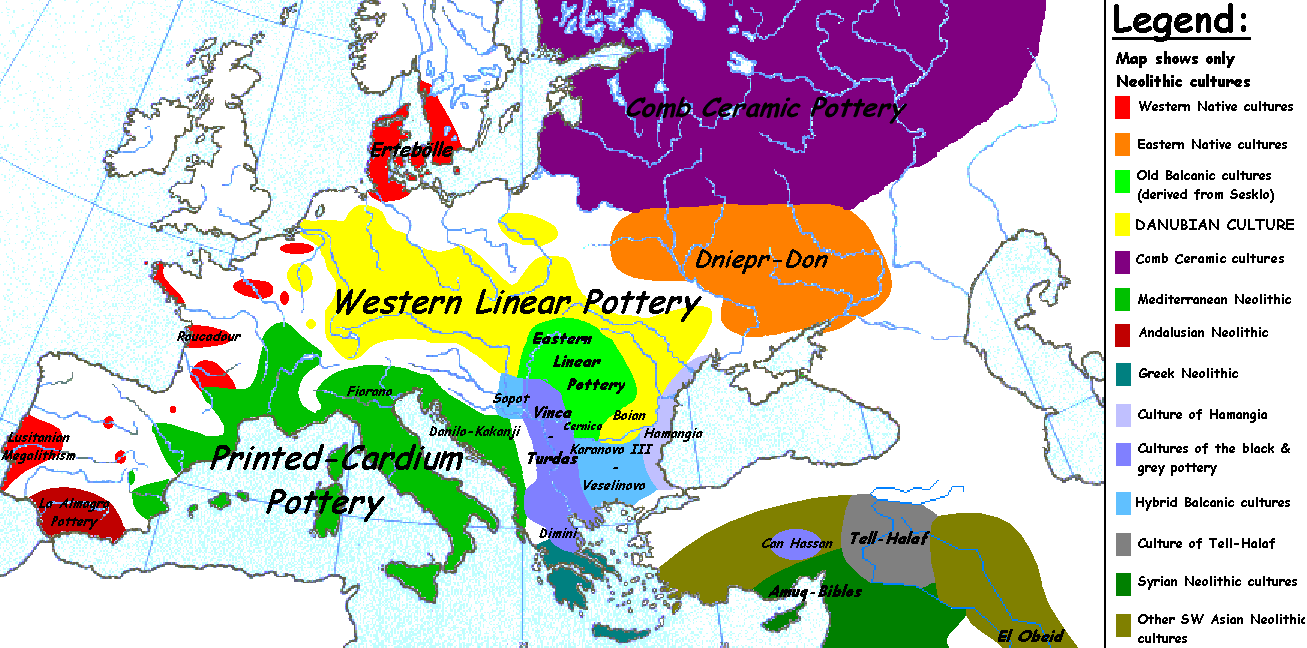
Expansiunea neoliticului în Europa

## Numele culturii. Terminologie
Manifestările culturale de tip Starčevo-Körös–Criș sunt, în general, considerate ca făcând parte dintr-un mare complex al neoliticului timpuriu răspandit în Tesalia, Macedonia, Bulgaria, ex-Iugoslavia, România și Ungaria. După cercetările începute de M. Gribić în 1928 în localitatea Starčevo din apropierea Belgradului la numai câțiva ani în Ungaria s-au făcut mai multe descoperiri de acest tip, definite de F. Tompa în 1941 ca fiind Cultura Körös, denumită astfel după râul Körös al cărui bazin hidrografic cuprinde o parte din vestul României și estul Ungariei, în România același râu purtând numele Criș.
Stabilirea unor diferențe dintre descoperirile de tip Starčevo și cele de tip Körös a început încă de timpuriu de exemplu Vl. Milojčić în 1949 a precizat unele diferențieri pentru fazele mai târzii ale culturii Starčevo, fiind urmat ulterior de Bogdan Brukner în 1968 sau, mai recent, Nándor Kalicz.
În România descoperirile de acest tip au fost denumite la început Criș prin traducerea termenului de Körös din limba maghiară. Folosirea termenului de Criș pentru descoperirile din România s-a făcut și datorită situației politice a vremii încercându-se o așa numită naționalizare a acestei culturi. Nicolae Vlassa în lucrarea sa despre Cultura Criș în Transilvania publicată în 1966 folosește termenul Criș cu insistență chiar dacă se referă la descoperiri făcute în Ungaria. Ulterior în România se utilizează termenul Starčevo-Criș începând cu Dumitru Berciu  apoi Vladimir Dumitrescu, Silvia Marinescu-Bîlcu sau Gheorghe Lazarovici, folosit și în prezent în arheologia românească. În general se consideră că manifestările Criș din România și Ungaria nu diferă din punct de vedere al culturii materiale și evoluției culturale cu manifestările de tip Starčevo din Serbia. Arheologia maghiară însă a separat într-o oarecare măsură descoperirile din Ungaria, cultura Körös de aici având chiar propriul sistem evolutiv diferit de sistemele românești sau cele din Serbia.

## Istoricul cercetărilor
Primele materiale aparținând culturii Körös–Criș au fost publicate în anul 1873 în urma unor descoperiri făcute la Sövényháza, în estul Ungariei . Ulterior s-au înmulțit cercetările făcute în Ungaria mai ales în comitatul Békés, în jurul localităților Cerbu sau Ionești.
Cercetările de amploare făcute în Serbia la Starčevo începând cu 1933 au stabilit vechimea materialelor și evoluția internă, acceptate ulterior atât în Ungaria cât și în România. În 1944 Vl. Milojčić publică o lucrare de sinteză despre neoliticul timpuriu din Serbia  având meritul de a fi analizat pentru prima oară descoperirile la un nivel mai larg precizând stratigrafia comparată pentru sud-estul Europei.
Tot în 1944, Ida Kutzián publică prima lucrare de sinteză asupra culturii Körös, lucrare ce pune în discuție toate descoperirile de acest tip făcute până în anii '40 în Ungaria dar și în Transilvania și Banat. În cadrul lucrării sale Kutzián a distins trei etape în cadrul istoricului cercetărilor de până în anul 1944 : o primă etapa o reprezintă cercetările în urma cărora această cultură a fost separată de celelalte culturi neolitice de pe teritoriul Ungariei. O a doua etapă o constituie contribuția adusă de J. Banner, care a încadrat inițial aceste descoperiri în cadrul culturii Tisa, iar o a treia etapă este reprezentată de cercetările făcute de F. Tompa care a precizat poziția cronologică a materialelor descoperite și denumirea culturii Körös pentru materialele descoperite în Ungaria dar și pentru o parte a celor din Serbia și România.
După finalul celui de-al doilea război mondial cercetări de amploare au avut loc și în România. Au fost descoperite și executate săpături în mai multe situri din Transilvania, ca de exemplu: Ciumăfoaia, Sfântu Gheorghe sau Leț . În 1949 au fost făcute primele descoperiri de acest gen în estul Carpaților la Glăvăneștii Vechi în Moldova, iar în anii următori în Oltenia în sudul Carpaților la Verbicioara sau Verbița, aria de răspândire a materialelor Körös–Criș extinzându-se foarte mult. Alte contribuții românești sunt legate de lucrări publicate de Mircea Petrescu-Dâmbovița, Eugen Comșa, Dumitru Berciu sau Nicolae Vlassa în anii '50.
O primă lucrare de sinteză asupra descoperirilor Körös–Criș a publicat Nicolae Vlassa în 1966, referindu-se la descoperirile din Transilvania . A fost urmat de Gheorghe Lazarovici în 1969 cu o sinteză asupra descoperirilor din Banat, ulterior în 1979 apărând lucrarea Neoliticul Banatului . Anii '80 au fost marcați de numeroase cercetări arheologice atât în România cât și in Ungaria, o mare parte a acestora rămânand însă nepublicate. Tot în acestă perioadă se remarcă mai multe studii privind habitatul și așezările culturii Körös din Ungaria studii publicate de Andrew Sherratt.
Începând cu 1990, după căderea comunismului în Europa de est, s-au remarcat, mai ales în Ungaria, mai multe proiecte internaționale dintre care cel mai cunoscut este Ecsegfalva împreună cu Universitatea din Cardiff, cercetările de la Endröd-Öregszölök sau Méhtelek-Nádas. O serie de alte cercetări s-au efectuat până în prezent în Ungaria cu ocazia construcției de autostrăzi, însă o mare parte nefiind publicate până în prezent. În România în această perioadă au continuat cercetările în situri consacrate ca Gura Baciului, Cârcea dar au apărut și o serie de șantiere noi îndeosebi pe valea Mureșului un proiect internațional recent este cel de la Dudeștii Vechi, în vestul României.

## Periodizarea
În România, periodizarea culturii s-a făcut adoptând periodizarea realizată pentru manifestările de tip Starčevo din fosta Yugoslavie cu anumite modificări, așa cum au fost definite de Vl. Milojčić, Aradelović și Garašanin. Principalul sistemul evolutiv pentru România acceptat de majoritatea arheologilor români este cel elaborat de Gh. Lazarovici în 1979 cu unele mici modificări ulterioare.
	Cultura Criș sau Starčevo-Criș a fost împarțită în patru faze principale notate cu cifre romane de la I la IV, faza I fiind cea mai veche. La rândul lor aceste faze principale au fost subîmpărțite în subfaze notate cu litere, astfel Starčevo-Criș I cuprinde trei subetape notate cu A, B și C (A fiind cea mai veche), restul fazelor Starčevo-Criș II, III, IV având fiecare doua subfaze notate cu A și B.
	Pentru manifestările de tip Körös din Ungaria, arheologia maghiară a adoptat un sistem mai simplu, cultura Körös fiind impărțită în două etape evolutive după cum urmează: Körös timpuriu, este prima etapă și corespunde orizonturilor Starčevo-Criș II și III din România, cea de-a doua etapă a fost numită Körös târziu sau Protovinča și corespunde fazei Starčevo-Criș IV din România.
	Această periodizare a culturii se bazează în special pe studiul ceramicii, în tradiția sud-est europeană, subfazele sunt definite prin apariția sau dispariția unor decoruri sau forme de vase. Acestea sunt interpretate ca impulsuri culturale sau migrații.

## Cultura materială

#### Aria de răspândire
Aria de răspândire a manifestărilor de tip Körös–Criș cuprinde un teritoriu vast atât în România cât și în Ungaria. În România, așezari au identificate în Banat, Transilvania, în sudul României (Oltenia) și parțial la est de Munții Carpați în Moldova. Pe teritoriul Ungariei de astăzi descoperiri aparținând culturii Körös s-au făcut în estul Ungariei pe văile râurilor Criș, Mureș sau pe valea Tisei spre vest până la cursul Dunării.

#### Așezările
Așezările sunt dispuse în general de-a lungul râurilor sau pe terasele acestora. O mare parte dintre așezările descoperite până în prezent sunt dispuse în vecinătatea unor cursuri de apă în zone inundabile. Apar însă și locuiri în peșteri, cum este cazul descoperirilor din România de la Peștera lui Climente sau Peștera Veterani, sau adăposturi sub stâncă, cum este cazul la Dubova - Cuina Turcului în România, toate în imediata vecinătate a Dunării. Mai rar au fost identificate așezări situate pe forme mai înalte de relief, cum ar fi unele descoperiri din Transilvania și Banat.
În general, așezările nu au dimensiuni mari, lungimea lor fiind de 300 până la 400 de metri cu o lățime de aproximativ 40 de metri. Există și așezări de lungimi mai mari cum este cazul așezării Körös de la Dévaványa, în Ungaria, care are o lungime de aproximativ 800 de metri. Unele dintre aceste așezări prezintă sisteme defensive realizate din șanț și uneori cu palisadă. Astfel de descoperiri s-au făcut la Cârcea unde s-a descoperit un șanț ce împrejmuiește așezarea în care apar materiale Starčevo-Criș, la Ostrovu Golu, Schela Cladovei și, recent, la Dudeștii Vechi în România în apropierea graniței ungare unde s-a realizate o prospectare magnetometrică și s-au realizat fotografii aeriene ale stațiunii, alături de săpături arheologice. Apariția acestor fortificații este pusă în legătură cu finalul acestei culturi, fortificațiile apărând la orizonturi târzii și a fost puse în legătură recent cu apariția tell-urilor și începutul neoliticului dezvoltat în regiune.

#### Economia așezărilor
Economia așezărilor se bazează în mare măsură pe resursele acvatice, o resursă importantă în hrană fiind peștele, scoicile sau broaștele țestoase. În unele așezări, ca de exemplu Marosele sau Gyálarét, conform lui Sándor Bökönyi aproximativ 15% din totalul oaselor animale sunt oase de pește. Au fost identificate câteva specii printre care Silurus glanis (somn) sau Exos Lucius (știucă), unele exemplare fiind estimate la aproximativ 200 kg.
Alte resurse importante de hrană datorate mediului acvatic sunt scoicile și păsările de apă. Scoicile au fost de asemenea identificate în cantități mari în mai multe așezări, atât în estul Ungariei cât și în regiunea Porților de Fier de pe valea Dunării, speciile identificate fiind Unio pictorum sau Unio crassus. Procentajul oaselor de păsări de apă este diferit de la o așezare la alta, însa nu  depășește 10% în nici unul din cazuri.
Alături de resursele acvatice un procentaj însemnat au speciile domestice. Astfel, în așezările neolitice timpurii, atât în Ungaria cât și în România, s-a observat o pondere a ovicaprinelor cu un procentaj între 30 și 68%, urmate apoi de bovine, cu un procentaj până la maxim 30%, și suine, în general până la 5%. Aceste observații faunistice se bazează pe eșantioane faunistice provenite atât din Ungaria, de exemplu așezările de la: Lanycsok, Röscka, Gyalaret sau în România la Gura Baciului, Trestiana, Gornea, Moldova Veche.
Acest tip de economie este caracteristic neoliticului timpuriu pe spații largi, de exemplu în Grecia la Achilleion, Nea Nicomedia, în Macedonia la Anzabergovo, în Serbia la Donja Branjevina.
Unele observații faunistice făcute în România arată că treptat acest tip de economie se schimbă, creșterea bovinelor devenind mult mai avantajoasă, astfel, în fazele târzii ale culturii, Starčevo-Criș III și IV, procentajul de bovine crește peste 35%, devenind predominant mai târziu în cadrul culturii Vinča de exemplu. În cadrul speciilor sălbatice identificate s-a observat preponderența cerbului, acesta fiind vânatul preferat urmat apoi de porcul mistreț. Există și alte specii sălbatice, însă procentajul acestora este atât de mic încât se consideră că apar datorită unei „vânători accidentale”.  În ceea ce privește practicarea agriculturii, există dovezi privind cultivarea cerealelor, fiind identificate până în prezent: grâul, orzul și meiul. Terenurile folosite în cultivarea plantelor sunt presupuse a fi în imediata vecinătate a așezărilor.

#### Locuințele
Dimensiunile mici ale așezărilor se reflectă și în numărul locuințelor. Majoritatea așezărilor au un număr mic de locuințe, de exemplu 3 la Foeni, 8 la Ostrovu Golu sau la Gornea. În general locuințele nu sunt apropiate unele de altele, existând spații între ele. Ca tipuri principale de locuințe amintim locuințele adâncite (bordeiele), locuințele semiadâncite (semibordeiele), colibele și locuințele de suprafață.
Bordeiele sunt săpate în formă ovală în plan, marginile gropii fiind folosite ca pereți. În puține cazuri s-au identificat resturi ai unor pereți realizați din împletituri de nuiele. Acoperișul se sprijinea de marginea gropii și de stâlpi interiori. Utilizarea acestor gropi ca locuințe este disputată în literatura de specialitate, însă critica nu poate fi generalizată. În așezarea de la Gura Baciului în România în cadrul unei asemenea locuințe au fost descoperite fragmente de vatră in situ.
Locuințele semiadâncite (semibordeie) sunt construcții de forme diferite, ovale sau rectangulare, compuse dintr-o groapă ai cărei margini sunt continuate de pereți construiți dintr-o structură de lemn și lut având în multe cazuri vetre de foc dispuse central.
Locuințele de suprafață sunt de două tipuri. Primul tip este reprezentat de colibe, identificate atât în Ungaria cât și în Romania, sunt locuințe greu de identificat și există puține date arhitectonice. Se consideră în general că erau locuințe sezoniere sau adăposturi folosite la dormit în sezonul cald, nefiind identificate vetre de foc în interiorul lor. Cel de-al doilea tip de locuințe de suprafață sunt locuințe solide realizate din lemn și uneori lipite cu lut. Dimensiunile lor variază foarte mult, cele mai mari descoperite sunt cele de pe valea Dunării de la Ostrovu Golu sau Schela Cladovei de până la 10m lungime. În unele cazuri izolate pe Valea Dunării s-a identificat o pavare a locuinței cu pietre de râu.

#### Morminte
Mormintele descoperite în aria Körös–Criș sunt destul de puține ca număr. Marea lor majoritate au fost descoperite în cadrul așezărilor, fiind morminte de inhumație în care corpul este depus în poziție chircită. Ca inventar s-au descoperit în unele cazuri fragmente ceramice depuse în zona capului. În cazul descoperirilor de la Ecsegfalva, în Ungaria, alături de corp au fost identificate cereale și resturi de alte plante, nefiind însă certă depunerea acestora ca inventar în mormânt.
Alături de morminte alte manifestări religioase sunt legate de apariția unor idoli sau mici statuete de ceramică. Acestea sunt foarte stilizate și de dimensiuni mici. În mare măsură este vorba de figuri antropomorfe stilizate. Figurinele zoomorfe sunt foarte rare.

#### Ceramica
Ceramica este realizată dintr-un amestec de lut, materii organice, nisip și pietricele. Vasele sunt arse în mediu oxidant la temperaturi de 700-800 grade. Sunt acoperite uneori cu un slip roșu și, în funcție de faza culturii și felul ceramicii, cu pictură realizată cu alb, negru sau roșu. Caracteristic pentru ceramica acestei culturi, pe lângă folosirea materialelor organice drept degresant, mai este forma globulară a vaselor și fundul inelar.
Tehnica folosită în ornamentație este foarte variată folosindu-se: impresiunea, barbotina, ornamente plastice sau în relief, incizia, canelura sau pictura. Motivele ornamentale sunt și ele variate, cele mai răspândite fiind linii, benzi, triunghiuri sau spirale, în cazul motivelor pictate.

#### Material litic
În cadrul utilajului litic s-au observat unele schimbări pe parcursul evoluției culturale. Astfel, în primele faze de evoluție se remarcă prezența în număr mare a microlitelor, puse uneori în legătură cu o anumită tradiție mezolitică. În fazelele mai dezvoltate se utilizează mai mult lamele mai lungi, cu lungimi variabile între 4 și 7 cm și fin retușate. În etapele finale apare din nou preferința pentru unelte microlitice. Din piatră șlefuită s-au realizat mai multe variante de topoare sau dălți. În cea ce privește natura materialului folosit în general se consideră ca fiind de origine locală, provenind din Carpați sau, în cazul obsidianului, în mare parte provenind din zona Tokaj din Ungaria.

## Cronologia
Cronologia relativă pentru descoperirile de tip Starčevo-Körös–Criș este departe de a fi lămurită, iar disputele științifice asupra cronologiei sunt în prezent în plină desfășurare.
	Manifestările Starčevo-Criș au fost împărțite în patru etape principale. Cea mai disputată etapă este Starčevo-Criș I, orizontul cel mai timpuriu, care marchează practic neolitizarea spațiului din Bazinul Carpatic. Întreaga cronologie relativă s-a construit în general pe aspecte legate de ceramică, diversele faze și subfaze sunt practic corespunzătoare cu apariția sau dispariția unor forme sau motive ornamentale.
	Gheorghe Lazarovici a definit cea mai timpurie fază ca Starčevo-Criș IA, aici intrând descoperirile de la Cârcea I (Oltenia)– Gura Baciului I – Ocna Sibiului I (ambele în Transilvania). Etapa este definită ca orizontul monocrom, existând materiale dar nu și complexe cercetate sistematic, motiv pentru care s-a folosit termenul de ipotetic. Această etapă este definită ca o prima migrație corespunzătoare cu procesul de neolitizare la nord de Dunăre. Un alt punct de vedere a fost exprimat de Iuliu Paul în România care interpretează cele mai timpurii materiale Criș ca fiind o cultura distinctă definită ca cultura Precriș, punct de vedere combătut cu insistență de Gheorghe Lazarovici. Pentru acestă etapă timpurie nu există date radio-carbon, după Gheorghe Lazarovici și Zoia Maxim acestă prima etapă este datată aproximativ 6400 – 6000 BC, însă alte păreri, ca de exemplu Cornelia Magda Mantu într-un studiu recent, datează acest orizont aproximativ 6000-6900 BC.
Această etapă este urmată de faza Starčevo-Criș IB orizont la care apare ceramica pictată și Starčevo-Criș IC corespunzătoare cu apariția ceramicii decorate cu impresiuni și interpretată ca o a doua migrație ce se continuă la orizontul Starčevo-Criș IIA după Gheorghe Lazarovici. Etapa Starčevo-Criș II este corespunzătoare în cronologia relativa cu primele manifestări din Ungaria de tip Körös timpuriu. În cronologia absoluta Körös timpuriu a fost datat aproximativ 5950 – 5400 BC. Recent au apărut și în Ungaria o serie de descoperiri de ceramică monocromă iar unele date radio-carbon ca de exemplu de la  Morosele-Pana datează aceste manifestări aproximativ 6400 – 6200 BC, existând astfel posibilitatea ca primele manifestări din Ungaria să nu fie mai târzii ca primele descoperiri monocrome din România.
Pentru etapa Starčevo-Criș III datele radio-carbon din România plasează această etapă aproximativ 5600 – 5300 BC, iar ultima etapă a evoluției Starčevo-Criș IV corespunzătoare cu Vinča A aproximativ 5500-5250 BC, datare apropiată de rezultatele din Ungaria unde faza Körös târziu sau Protovinča este datată aproximativ 5770-5230 BC.